# Logaritmisch differentiëren
Logaritmisch differentiëren of logaritmisch afleiden is een methode om de afgeleide van bepaalde types van functies te bepalen. In plaats van direct de afgeleide te bepalen, wordt de afgeleide van de (natuurlijke) logaritme bepaald. Daarvoor geldt met de kettingregel dat:
{\displaystyle {\big (}\ln f(x){\big )}'={\frac {f'(x)}{f(x)}}},
zodat
{\displaystyle f'(x)=f(x){\big (}\ln f(x){\big )}'}
Door de logaritme wordt een product omgezet in een som en wordt een macht omgezet in een product. 

## Toepassing bij machten
Logaritmisch differentiëren wordt speciaal toegepast bij functies van de vorm {\displaystyle f(x)={\big (}g(x){\big )}^{h(x)}}. Een dergelijke functie is niet met de standaardregels te differentiëren, omdat zowel de grondfunctie {\displaystyle g(x)} als de exponentfunctie {\displaystyle h(x)} van {\displaystyle x} afhangen. Deze moeilijkheid wordt omzeild door eerst een logaritme te nemen. Dan is:
{\displaystyle f'(x)=f(x){\big (}\ln f(x){\big )}'=f(x){\big (}h(x)\ln g(x){\big )}'=}
{\displaystyle ={\big (}g(x){\big )}^{h(x)}\left[h'(x)\ln g(x)+h(x){\frac {g'(x)}{g(x)}}\right]}

### Voorbeeld
De afgeleide van {\displaystyle f(x)=x^{\sin(x)}} is:
{\displaystyle f'(x)=x^{\sin(x)}\left[\cos(x)\ln(x)+{\frac {\sin(x)}{x}}\right]}

## Toepassing bij producten en quotiënten
Deze methode kan ook gebruikt worden indien een functie moet worden afgeleid die zelf het product, quotiënt of zowel product als quotiënt is van een aantal andere functies:
{\displaystyle f(x)={\frac {g_{1}(x)\cdot \ldots \cdot g_{n}(x)}{h_{1}(x)\cdot \ldots \cdot h_{m}(x)}}}
Door de logaritme te nemen krijgt men:
{\displaystyle \ln f(x)=\ln g_{1}(x)+\ldots +\ln g_{n}(x)-(\ln h_{1}(x)+\ldots +\ln h_{m}(x))}
De afgeleide daarvan is:
{\displaystyle {\frac {f'(x)}{f(x)}}={\frac {g_{1}'(x)}{g_{1}(x)}}+\ldots +{\frac {g_{n}'(x)}{g_{n}(x)}}-{\frac {h_{1}'(x)}{h_{1}(x)}}-\ldots -{\frac {h_{m}'(x)}{h_{m}(x)}}},
waaruit eenvoudig {\displaystyle f'(x)} volgt.

## Alternatief
Een andere methode voor dit soort problemen is het toepassen van de meerdimensionale kettingregel, waarbij elke variabele {\displaystyle x} als andere variabele wordt beschouwd, of althans niet allemaal als dezelfde variabele. 